# Stand by My Woman
Stand by My Woman is een nummer van de Amerikaanse rockzanger Lenny Kravitz uit 1991. Het is de vierde single van zijn tweede studioalbum Mama Said.
Het nummer is een rustige ballad over een man die spijt heeft van de nare dingen die hij zijn vrouw heeft aangedaan, en zich voortaan anders op wil stellen naar zijn vrouw toe. "Stand by My Woman" flopte in het Amerikaanse Billboard Hot 100 met een 76e positie. In het Nederlandse taalgebied behaalde het nummer geen hitlijsten, toch werd het er wel een radiohit.